# Turcs de Roumanie
Les Turcs de Roumanie (en turc : Romanya Türkleri, en roumain : Turcii din România) est l’une des minorités nationales légalement reconnues de ce pays. Selon le recensement de 2011, 27 698 Turcs vivent en Roumanie, principalement dans le județ de Constanța, où ils représentent 3,3 % de la population et dans le județ de Tulcea, où ils composent 0,93 % de la population, ces deux județe étant la partie roumaine de la région historique de la Dobrogée.

## Histoire

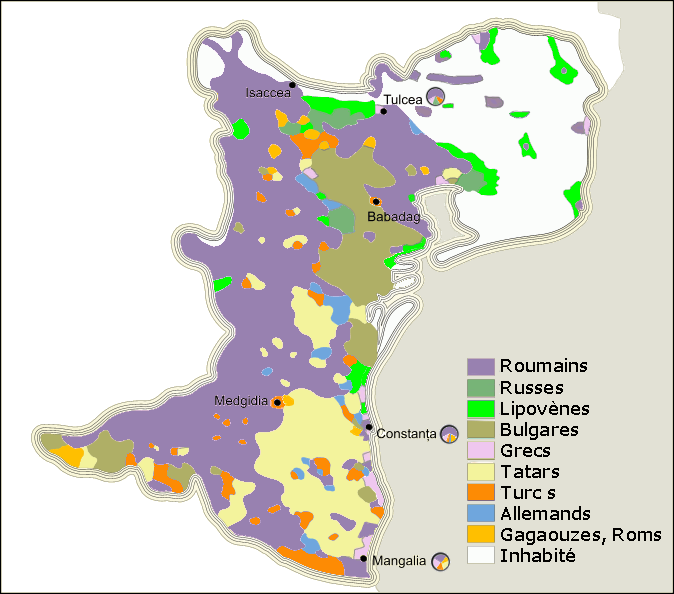
Les langues parlées en Dobrogée en 1903.

La communauté turque de Roumanie est implantée sur le territoire de l'actuelle Roumanie depuis de nombreux siècles. Sa constitution est le fruit de plusieurs vagues migratoires à différentes époques et de différents horizons :
- Du VIIe siècle au XIIe siècle, divers peuples turcophones, tels que les Oghouzes et les Proto-Bulgares, les Khazars, les Petchénègues et les Coumans ou Polovtses, s’implantèrent dans la région, tantôt de manière indépendante, tantôt comme mercenaires des États de l’époque (Empire byzantin et Premier Empire bulgare) et adoptèrent le christianisme oriental. Ces peuples sont probablement les ancêtres des Gagaouzes, turcophones chrétiens orthodoxes, vivant aujourd'hui principalement dans le district autonome de Gagaouzie en Moldavie.
- Au XIIIe siècle arrivèrent les Tatars de la « Horde d'or » et au XVe siècle ceux du Khanat de Crimée, là encore tantôt de manière indépendante, tantôt comme mercenaires des États de l’époque (Second Empire bulgare et Despotat de Dobroudja), et y adoptèrent, cette fois l’islam sunnite.
- Au XVe siècle vinrent des Turcs ottomans, musulmans, qui firent de la Dobrogée l’une des provinces de leur empire, ce qui n’était pas le cas des autres pays roumains, et y colonisèrent aussi des bergers Turcs seldjoukides venus d’Anatolie et appelés Konariotes (en roumain : Ciobani selgiuci conarioți).
- En 1812, l’Empire russe annexa la Bessarabie, jusqu'alors territoire ottoman situé au nord du delta du Danube et connue sous le nom de Boudjak[2], où vivaient des populations musulmanes (Turcs, Tatars “Nogay“ et Tatars de Crimée). Les Tsars imposèrent alors à l’Empire ottoman un transfert de populations : les musulmans du Boudjak sont expulsés vers la Dobrogée encore ottomane, en échange d’un nombre équivalent (autour de vingt mille familles) de chrétiens orthodoxes, de langue bulgare (ancêtres des Bulgares de Bessarabie, vivant aujourd'hui en Ukraine) ou turque (Gagaouzes actuels).
- Dans la première décennie XXIe siècle enfin, plusieurs milliers de Turcs de Turquie, souvent descendants de Turcs dobrogéens qui avaient fui le pays durant la dictature communiste, viennent s’installer dans la région pour ouvrir des commerces ou mettre en valeur des terres.

## Patrimoine

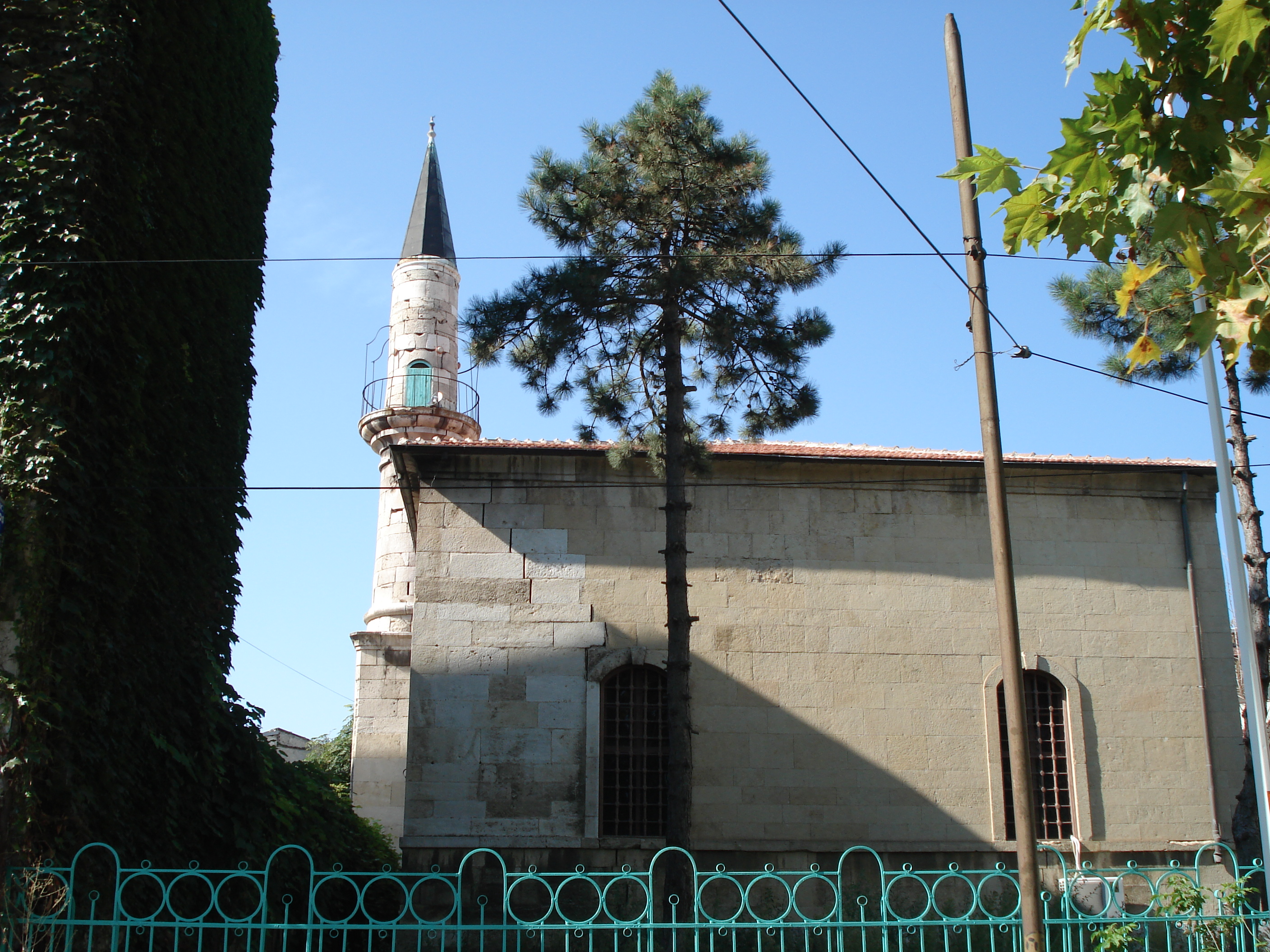
La mosquée d’Hünkyar Cami à Constanța.

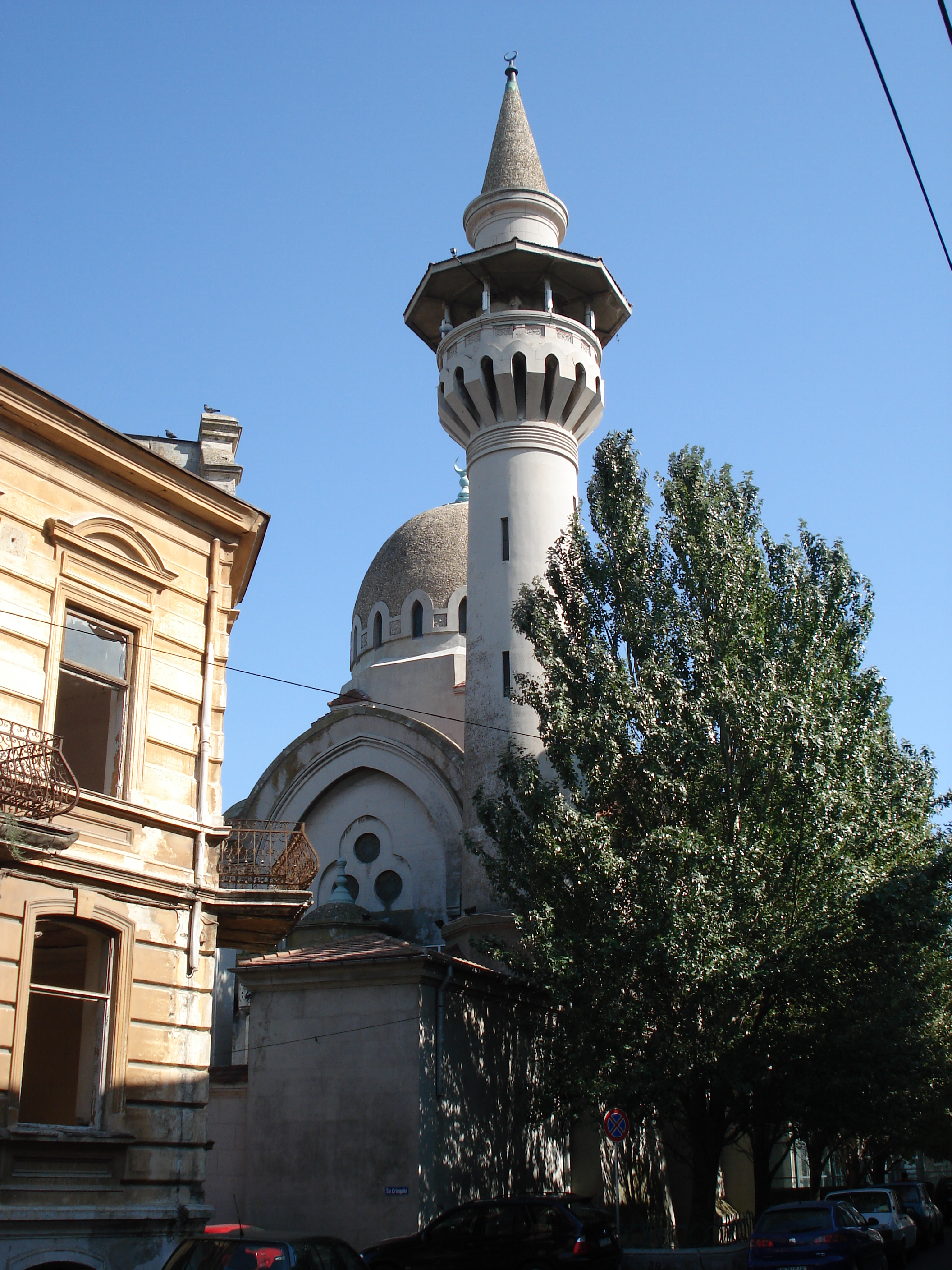
La mosquée Carol I de Constanța.

Du fait de sa implantation fort ancienne, la communauté turque a été, durant des siècles, en situation socio-économique et politique dominante, notamment à l'époque de l’Empire ottoman turc (du XVe siècle au XIXe siècle), comme peut l'illustrer le patrimoine historique et culturel de ces deux communautés de Roumanie, renommé sur plusieurs plans :
- À Medgidia, la mosquée Abdülmecit Cami est un monument historique classé, de même que celle d’“Esmahan Sultan Cami“ de Mangalia, la plus ancienne du pays, construite en 1456, trois ans seulement après la chute de Constantinople.
- À Constanța, l'ancienne mosquée ottomane “Hünkâr Cami“, érigée en 1867-1868 sous le règne du sultan ottoman Abdülaziz dans la vieille ville face à l’ancienne synagogue “des Romaniotes“. Ainsi que la mosquée Carol I, construite en 1911 pour les Turcs et les Tatars de la ville par le roi Carol Ier.
- musique, cuisine, tissage de kilims et élevage de chevaux de race sont également des activités liées au patrimoine culturel de la communauté et font l’objet de festivals réguliers.

La communauté turque de Roumanie est à l’origine de la fondation de deux villes : Babadag (Babadağ), signifiant « Montagne du père ») au XIIIe siècle et Medgidia (Mecidiye) au XVe siècle. Enfin l'ancienne île Ada Kaleh (signifiant « île fortifiée » en turc), située près des Portes de Fer, a été entièrement submergée en 1969, faisant disparaître un patrimoine centenaire de la culture turque.

## Démographie

### Évolution de la population turque

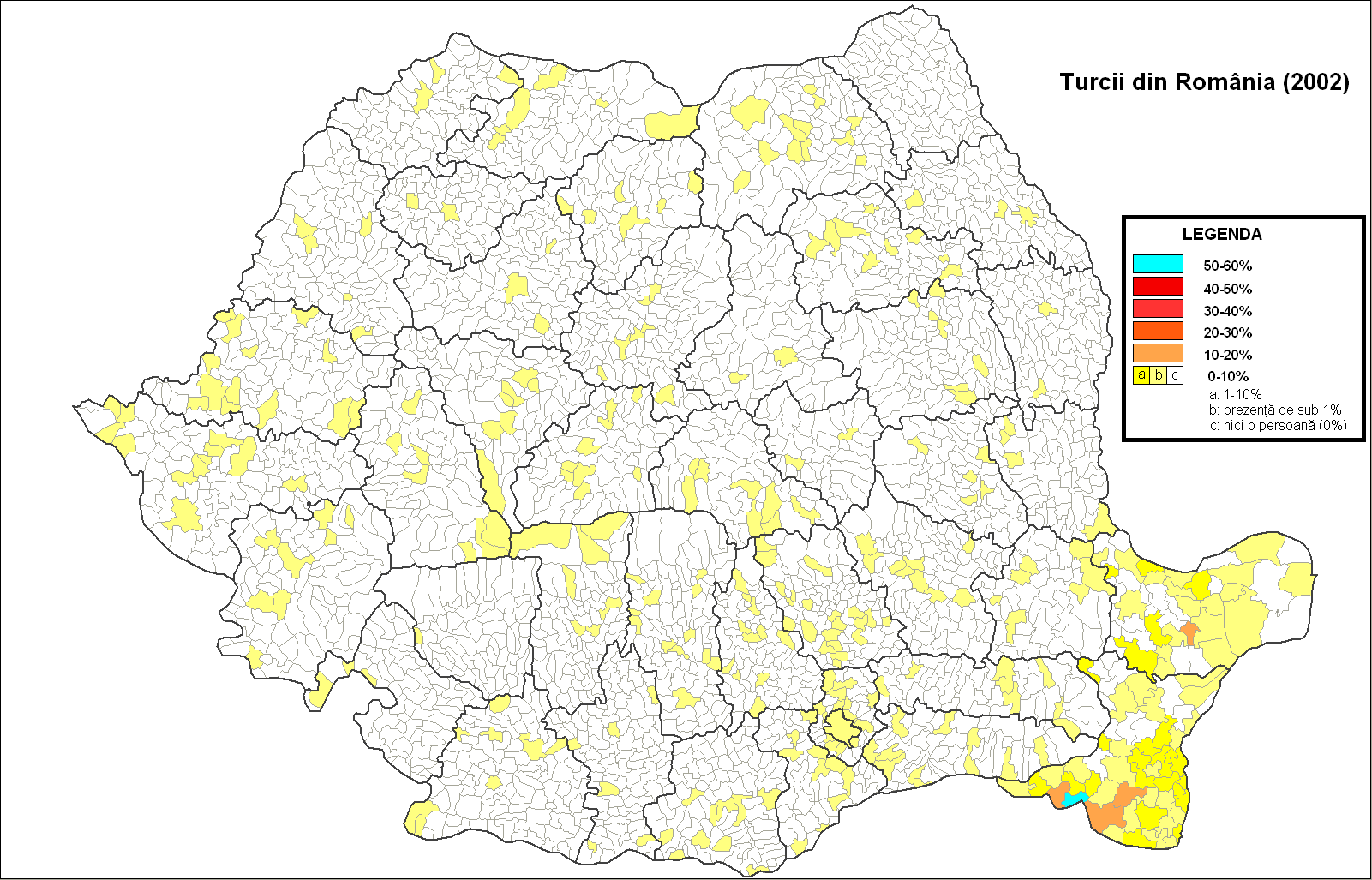
Les 32.596 Turcs de Roumanie en 2002.

| Année | Turcs   | Turcs       | Langue maternelle turque | Langue maternelle turque |
| Année | Nombre  | Pourcentage | Nombre                   | Pourcentage              |
| ----- | ------- | ----------- | ------------------------ | ------------------------ |
| 1930  | 154 772 | 0,9 %       | 288 073                  | 1,6 %                    |
| 1948  |         |             | 28 782                   | 0,2 %                    |
| 1956  | 14 329  | 0,08 %      | 14 228                   | 0,8 %                    |
| 1966  | 18 040  | 0,09 %      | 17 453                   | 0,09 %                   |
| 1977  | 23 422  | 0,1 %       | 21 909                   | 0,1 %                    |
| 1992  | 29 832  | 0,1 %       | 27 587                   | 0,1 %                    |
| 2002, | 32 098  | 0,1 %       | 28 115                   | 0,1 %                    |
| 2011  | 27 698  | 0,1 %       | 25302                    | 0,1 %                    |

### Zones d'implantations
75 % des Turcs de Roumanie vivent dans le județ de Constanța (dont 23 % dans la seule ville de Constanța et 12 % à Medgidia), 8 % à Bucarest, 6 % dans le județ de Tulcea, 2 % dans le județ d'Ilfov et 2 % dans le județ de Călărași.
La communauté turque est majoritaire dans la seule commune de Dobromir, où elle représente 58 % des 3 000 habitants. La langue turque y est donc langue co-officielle au côté du roumain. Ceci est le cas également dans la ville de Băneasa, où les Turcs constituent 21 % de la population.
D'autres communes et villes possèdent une importante communauté turque :
- Independența, 3 121 habitants, dont 12,5 % de Turcs.
- Cobadin, 8 779 habitants, dont 12 % de Turcs.
- Castelu, 4 856 habitants, dont 10 % de Turcs.

### Situation sociale
Selon le recensement de 2011, la communauté turque est bien plus urbaine que la moyenne nationale (24 % d'entre eux vivant dans des communes contre 46 % en moyenne). De plus, elle se distingue par sa pratique majoritaire de la religion musulmane (97 % de musulmans et 2 % d'orthodoxes). Enfin, 85 % des personnes s'étant déclarées d'ethnie turque, ont déclaré avoir le turc comme langue maternelle et 14 % le roumain.
La population turque apparaît bien moins éduquée, 91 % d'entre eux n'ayant pas fait d'études supérieure contre 96 % en moyenne, mais davantage 15 % n'ont pas dépassé les études primaires (3 % en moyenne), et 11 % sont analphabètes ; un taux plus élevé ne pouvant être trouvé que dans la minorité rom.

## Représentation politique
En 1990, les Turcs de Roumanie ont formé avec les Tatars une organisation commune appelée « Union minoritaire ethnique turque de Roumanie » (en roumain : Uniunea Minoritară Etnică Turcă din România), des scissions sont intervenues ultérieurement.

## Personnalités de Roumanie d'origine turque
- Aylin Kadır, chanteuse et actrice
- Hamdi Çerkez, acteur
- Metin Çerkez, journaliste et député
- Mehmet Ali Ekrem, historien.